# Collegio di Blaenau Gwent
Blaenau Gwent è stato un collegio elettorale gallese rappresentato alla Camera dei comuni del Parlamento del Regno Unito. Eleggeva un membro del parlamento con il sistema maggioritario a turno unico; il collegio è stato abolito in occasione della revisione periodica del 2024.

## Estensione
I confini del collegio erano gli stessi del County Borough di Blaenau Gwent; le principali città erano Ebbw Vale, Abertillery, Brynmawr e Tredegar.

## Membri del parlamento
| Elezione | Elezione   | Deputato         | Partito          |
| -------- | ---------- | ---------------- | ---------------- |
|          | 1983       | Michael Foot     | Laburista        |
| 1992     | Llew Smith |                  | Laburista        |
|          | 2005       | Peter Law        | Indipendente     |
|          | 2006 (S)   | Dai Davies       | Blaenau Gwent PV |
|          | 2010       | Nick Smith       | Laburista        |
|          | 2024       | Collegio abolito | Collegio abolito |

## Elezioni

### Elezioni negli anni 2010
| Partito                    | Partito                                | Candidato                  | Risultati 12 dicembre 2019 | Risultati 12 dicembre 2019 |
| Partito                    | Partito                                | Candidato                  | Voti                       | %                          |
| -------------------------- | -------------------------------------- | -------------------------- | -------------------------- | -------------------------- |
|                            | Laburista                              | Nick Smith                 | 14 862                     | 49,18                      |
|                            | Brexit                                 | Richard Taylor             | 6 215                      | 20,57                      |
|                            | Conservatore                           | Laura Jones                | 5 749                      | 19,02                      |
|                            | Plaid Cymru                            | Peredur Owen Griffiths     | 1 722                      | 5,70                       |
|                            | Lib Dem                                | Chelsea-Marie Annett       | 1 285                      | 4,25                       |
|                            | Verdi                                  | Stephen Priestnall         | 386                        | 1,28                       |
|                            |                                        |                            |                            |                            |
| Iscritti                   | Iscritti                               | Iscritti                   | 50 736                     | 100,00                     |
| ↳ Votanti (% su iscritti)  | ↳ Votanti (% su iscritti)              | ↳ Votanti (% su iscritti)  | 30 240                     | 59,60                      |
| ↳ Astenuti (% su iscritti) | ↳ Astenuti (% su iscritti)             | ↳ Astenuti (% su iscritti) | 20 496                     | 40,40                      |
|                            |                                        |                            |                            |                            |
|                            | Esito: collegio confermato a Laburista |                            |                            |                            |

| Partito                    | Partito                                | Candidato                  | Risultati 8 giugno 2017 | Risultati 8 giugno 2017 |
| Partito                    | Partito                                | Candidato                  | Voti                    | %                       |
| -------------------------- | -------------------------------------- | -------------------------- | ----------------------- | ----------------------- |
|                            | Laburista                              | Nick Smith                 | 18 787                  | 58,01                   |
|                            | Plaid Cymru                            | Nigel Copner               | 6 880                   | 21,25                   |
|                            | Conservatore                           | Tracey West                | 4 783                   | 14,77                   |
|                            | UKIP                                   | Dennis May                 | 973                     | 3,00                    |
|                            | Indipendente                           | Vicki Browning             | 666                     | 2,06                    |
|                            | Lib Dem                                | Cameron Sullivan           | 295                     | 0,91                    |
|                            |                                        |                            |                         |                         |
| Iscritti                   | Iscritti                               | Iscritti                   | 51 231                  | 100,00                  |
| ↳ Votanti (% su iscritti)  | ↳ Votanti (% su iscritti)              | ↳ Votanti (% su iscritti)  | 32 419                  | 63,28                   |
| ↳ Astenuti (% su iscritti) | ↳ Astenuti (% su iscritti)             | ↳ Astenuti (% su iscritti) | 18 812                  | 36,72                   |
|                            |                                        |                            |                         |                         |
|                            | Esito: collegio confermato a Laburista |                            |                         |                         |

| Partito                    | Partito                                | Candidato                  | Risultati 7 maggio 2015 | Risultati 7 maggio 2015 |
| Partito                    | Partito                                | Candidato                  | Voti                    | %                       |
| -------------------------- | -------------------------------------- | -------------------------- | ----------------------- | ----------------------- |
|                            | Laburista                              | Nick Smith                 | 18 380                  | 58,01                   |
|                            | UKIP                                   | Susan Boucher              | 5 677                   | 17,92                   |
|                            | Conservatore                           | Tracey West                | 3 419                   | 10,79                   |
|                            | Plaid Cymru                            | Steffan Lewis              | 2 849                   | 8,99                    |
|                            | Verdi                                  | Mark Pond                  | 738                     | 2,33                    |
|                            | Lib Dem                                | Samuel Rees                | 620                     | 1,96                    |
|                            |                                        |                            |                         |                         |
| Iscritti                   | Iscritti                               | Iscritti                   | 51 350                  | 100,00                  |
| ↳ Votanti (% su iscritti)  | ↳ Votanti (% su iscritti)              | ↳ Votanti (% su iscritti)  | 31 683                  | 61,70                   |
| ↳ Astenuti (% su iscritti) | ↳ Astenuti (% su iscritti)             | ↳ Astenuti (% su iscritti) | 19 667                  | 38,30                   |
|                            |                                        |                            |                         |                         |
|                            | Esito: collegio confermato a Laburista |                            |                         |                         |

| Partito                    | Partito                                           | Candidato                  | Risultati 6 maggio 2010 | Risultati 6 maggio 2010 |
| Partito                    | Partito                                           | Candidato                  | Voti                    | %                       |
| -------------------------- | ------------------------------------------------- | -------------------------- | ----------------------- | ----------------------- |
|                            | Laburista                                         | Nick Smith                 | 16 974                  | 52,40                   |
|                            | Blaenau Gwent PV                                  | Dai Davies                 | 6 458                   | 19,94                   |
|                            | Lib Dem                                           | Matt Smith                 | 3 285                   | 10,14                   |
|                            | Conservatore                                      | Liz Stevenson              | 2 265                   | 6,99                    |
|                            | Plaid Cymru                                       | Rhodri Davies              | 1 333                   | 4,11                    |
|                            | BNP                                               | Anthony King               | 1 211                   | 3,74                    |
|                            | UKIP                                              | Michael Kocan              | 488                     | 1,51                    |
|                            | Laburista Socialista                              | Alyson O'Connell           | 381                     | 1,18                    |
|                            |                                                   |                            |                         |                         |
| Iscritti                   | Iscritti                                          | Iscritti                   | 52 419                  | 100,00                  |
| ↳ Votanti (% su iscritti)  | ↳ Votanti (% su iscritti)                         | ↳ Votanti (% su iscritti)  | 32 395                  | 61,80                   |
| ↳ Astenuti (% su iscritti) | ↳ Astenuti (% su iscritti)                        | ↳ Astenuti (% su iscritti) | 20 024                  | 38,20                   |
|                            |                                                   |                            |                         |                         |
|                            | Esito: collegio passa da Indipendente a Laburista |                            |                         |                         |

### Elezioni negli anni 2000
| Partito                    | Partito                                   | Candidato                  | Risultati 29 giugno 2006 | Risultati 29 giugno 2006 |
| Partito                    | Partito                                   | Candidato                  | Voti                     | %                        |
| -------------------------- | ----------------------------------------- | -------------------------- | ------------------------ | ------------------------ |
|                            | Indipendente                              | Dai Davies                 | 12 543                   | 46,18                    |
|                            | Laburista                                 | Owen Smith                 | 10 055                   | 37,02                    |
|                            | Plaid Cymru                               | Steffan Lewis              | 1 755                    | 6,46                     |
|                            | Lib Dem                                   | Amy Kitcher                | 1 477                    | 5,44                     |
|                            | Conservatore                              | Margrit Williams           | 1 013                    | 3,73                     |
|                            | Monster Raving Loony                      | Alan "Howling Laud" Hope   | 318                      | 1,17                     |
|                            |                                           |                            |                          |                          |
| Iscritti                   | Iscritti                                  | Iscritti                   | 53 784                   | 100,00                   |
| ↳ Votanti (% su iscritti)  | ↳ Votanti (% su iscritti)                 | ↳ Votanti (% su iscritti)  | 27 161                   | 50,50                    |
| ↳ Astenuti (% su iscritti) | ↳ Astenuti (% su iscritti)                | ↳ Astenuti (% su iscritti) | 26 623                   | 49,50                    |
|                            |                                           |                            |                          |                          |
|                            | Esito: collegio confermato a Indipendente |                            |                          |                          |

| Partito                    | Partito                                           | Candidato                  | Risultati 5 maggio 2005 | Risultati 5 maggio 2005 |
| Partito                    | Partito                                           | Candidato                  | Voti                    | %                       |
| -------------------------- | ------------------------------------------------- | -------------------------- | ----------------------- | ----------------------- |
|                            | Indipendente                                      | Peter Law                  | 20 505                  | 58,17                   |
|                            | Laburista                                         | Maggie Jones               | 11 384                  | 32,29                   |
|                            | Lib Dem                                           | Brian Thomas               | 1 511                   | 4,29                    |
|                            | Plaid Cymru                                       | John Price                 | 843                     | 2,39                    |
|                            | Conservatore                                      | Phillip Lee                | 816                     | 2,31                    |
|                            | UKIP                                              | Peter Osborne              | 192                     | 0,54                    |
|                            |                                                   |                            |                         |                         |
| Iscritti                   | Iscritti                                          | Iscritti                   | 53 329                  | 100,00                  |
| ↳ Votanti (% su iscritti)  | ↳ Votanti (% su iscritti)                         | ↳ Votanti (% su iscritti)  | 35 251                  | 66,10                   |
| ↳ Astenuti (% su iscritti) | ↳ Astenuti (% su iscritti)                        | ↳ Astenuti (% su iscritti) | 18 078                  | 33,90                   |
|                            |                                                   |                            |                         |                         |
|                            | Esito: collegio passa da Laburista a Indipendente |                            |                         |                         |

| Partito                    | Partito                                | Candidato                  | Risultati 7 giugno 2001 | Risultati 7 giugno 2001 |
| Partito                    | Partito                                | Candidato                  | Voti                    | %                       |
| -------------------------- | -------------------------------------- | -------------------------- | ----------------------- | ----------------------- |
|                            | Laburista                              | Llew Smith                 | 22 855                  | 72,04                   |
|                            | Plaid Cymru                            | Adam Rykala                | 3 542                   | 11,16                   |
|                            | Lib Dem                                | Charles Townsend           | 2 945                   | 9,28                    |
|                            | Conservatore                           | Huw Williams               | 2 383                   | 7,51                    |
|                            |                                        |                            |                         |                         |
| Iscritti                   | Iscritti                               | Iscritti                   | 53 319                  | 100,00                  |
| ↳ Votanti (% su iscritti)  | ↳ Votanti (% su iscritti)              | ↳ Votanti (% su iscritti)  | 31 725                  | 59,50                   |
| ↳ Astenuti (% su iscritti) | ↳ Astenuti (% su iscritti)             | ↳ Astenuti (% su iscritti) | 21 594                  | 40,50                   |
|                            |                                        |                            |                         |                         |
|                            | Esito: collegio confermato a Laburista |                            |                         |                         |

## Risultati dei referendum

### Referendum sulla permanenza del Regno Unito nell'Unione europea del 2016
|             | Collegio      | Lasciare UE % | Rimanere in UE % |
| ----------- | ------------- | ------------- | ---------------- |
|             | Blaenau Gwent | 61,9%         | 38,1%            |
| Galles      | 52,5%         | 47,5%         |                  |
| Regno Unito | 51,9%         | 48,1%         |                  |